# 茫蛮
茫蛮是唐朝时期云南西部地区的一个民族，属南诏所辖部族，生活习俗与现代傣族相似。主流观点认为茫蛮是傣族的先民，也有学者认为茫蛮应是佤族、德昂族、布朗族的祖先。

## 史籍记载
史籍中的“茫蛮”，主要出自唐朝樊绰所著的《云南志》，后又经《太平御览》、《新唐书》等转引。
|                             | 茫蛮部落，并是开南杂种也，茫是其君号，蛮呼茫诏。从永昌城南，先过唐封，以至凤兰苴。以次茫天连，以次茫吐薅。又有大赕、茫昌、茫盛恐、茫鲊、茫施，皆其类也。楼居，无城郭。或漆齿皆衣布青袴，藤蔑缠腰，红缯布缠髻，出其余垂后为饰。妇人披五色娑罗笼。孔雀巢人家树上。象大如水牛。土俗养象以耕田，仍烧其粪。贞元十年南诏异牟寻攻其族类。咸通三年十二月二十一日，亦有此茫蛮，于安南苏历江岸聚二三千人队。 |
| ——樊绰，《云南志》·名类第四 | |

## 族属

### 越说
大部分学者认为，茫蛮是傣族的先民，系百越族属:39:101。主要理由如下：
1. “茫”就是“勐”的异写，傣族居住在平坝、称平坝为“勐”，因此史籍中多个地名以“茫”为名，而“茫是其君号”中的“君”字系“居”字之误[5]:38-39。
2. 茫蛮分布地域与傣族分布地域相同。方国瑜认为茫蛮指的是今西双版纳傣仂[5]:39，江应则认为应是德宏地区的傣那[10]。
3. 经济发展和习俗相同[9]。

### 濮说
前云南省少数民族社会历史研究所学者桑耀华提出新的观点，茫蛮应是孟高棉语族的成员，是今佤族、德昂族、布朗族的先民。主要理由如下：
1. “开南杂种”是百濮系民族[11]。
2. 濮系民族称官员、首领为“芒”或“莽”，符合“茫是其君号”的特点[11]。
3. 茫施蛮是德昂族先民[11]。

## 位置
茫蛮是南诏开南节度境内的部落，永昌南部、开南西部相接，部分茫蛮迁徙到永昌境内，与金齿交错杂居:39。